# Raphael E. Cuomo
Raphael E. Cuomo, Ph.D. es un científico biomédico estadounidense y profesor asociado en la Facultad de Medicina de la Universidad de California en San Diego (UCSD). Es conocido por sus aplicaciones de la bioestadística y la informática sanitaria a diversos desafíos de salud global, especialmente la epidemiología del cáncer y las disparidades de salud relacionadas con el tabaco. Cuomo es miembro de la Royal Society for Public Health y de la sociedad honoraria Delta Omega. Está certificado en salud pública por la Junta Nacional de Examinadores de Salud Pública (NBPHE).

## Investigación
La investigación de Cuomo aborda los principales desafíos de salud mundial integrando epidemiología, bioestadística y análisis de políticas :
- Epidemiología del cáncer : Cuomo estudió los vínculos entre la baja exposición a la luz ultravioleta B y cánceres como el cáncer colorrectal, el cáncer de páncreas y la leucemia. Sus hallazgos, utilizando datos meteorológicos de la NASA, respaldaron la hipótesis de que la deficiencia de vitamina D contribuye a la progresión del cáncer.[4][5] Cuomo publicó un artículo científico que describe un paradoja riesgo-supervivencia para algunos factores nutricionales en enfermedades crónicas, que se ha convertido eponímicamente en conocido como el Cuomo's Paradox.[6]
- Control del tabaco y cigarrillos electrónicos : Cuomo analizó las prácticas de marketing en línea para cigarrillos electrónicos y productos de tabaco, identificando tendencias en la interacción digital y los riesgos para la salud.[7][8]
- Informática clínica : el trabajo de Cuomo incluye análisis del papel del calcifediol sérico y los riesgos de mortalidad en pacientes con cáncer de colon, disparidades raciales en la supervivencia de la cirrosis entre personas con trastorno por consumo de alcohol y los impactos en la salud de los trastornos por consumo de sustancias entre pacientes con cáncer.[9][10][11]
- Política de salud : Cuomo aplicó enfoques de aprendizaje automático para evaluar el abuso de opioides y desarrolló modelos de costos para el tratamiento del cáncer en países en desarrollo.[12][13]

Cuomo también es autor del libro Public Health Perceptions of American Youth, que analiza los principales problemas de salud pública que afectan a los jóvenes en los Estados Unidos.

## Funciones editoriales
Cuomo es editor de sección de Infodemiología de JMIR y editor de manejo de Frontiers in Public Health. También se desempeña como revisor de pares para varias revistas, incluida JAMA Pediatrics.

## Reconocimiento de los medios
Cuomo ha sido citado y sus investigaciones han sido cubiertas por numerosos medios de comunicación internacionales. Estos incluyen:
- Newsweek: Cobertura de sus estudios sobre los efectos del cigarrillo electrónico en la salud.[16]
- SciTech: Cobertura de resultados que muestran asociaciones globales inversas entre la exposición solar y el cáncer colorrectal.[17]
- Asociación Estadounidense para el Avance de la Ciencia: Hallazgos sobre el cáncer de páncreas y la exposición a los rayos UV.[18]
- New Telegraph: Investigación sobre la deficiencia de vitamina D y el aumento del riesgo de cáncer de colon.[19]
- Industria de la seguridad: análisis de la exposición a medicamentos falsificados contra el cáncer.[20]
- Medical News Today: Cobertura de los resultados de investigaciones que muestran la influencia de la edad en los efectos biológicos del calcidiol.[21]
- NBC News: Hallazgos sobre la participación pública en los mercados de cannabis no regulados.[22]

Además, varios de los hallazgos de la investigación de Cuomo han generado una notable atención en las redes sociales, incluidos sus hallazgos sobre la vitamina D, la comercialización en línea de cigarrillos electrónicos, el metabolismo del calcidiol relacionado con la edad, y las intoxicaciones relacionadas con la nicotina.